# Гоппог (Нью-Йорк)
Гоппог (англ. Hauppauge) — переписна місцевість (CDP) в США, в окрузі Саффолк штату Нью-Йорк. Населення — 20 083 особи (2020).

## Географія
Гоппог розташований за координатами 40°49′20″ пн. ш. 73°12′38″ зх. д. / 40.82222° пн. ш. 73.21056° зх. д. (40.822162, -73.210496).  За даними Бюро перепису населення США в 2010 році переписна місцевість мала площу 28,13 км², з яких 27,75 км² — суходіл та 0,38 км² — водойми.

## Демографія
Згідно з переписом 2010 року, у переписній місцевості мешкали 20 882 особи в 7333 домогосподарствах у складі 5623 родин. Густота населення становила 742 особи/км².  Було 7566 помешкань (269/км²).
Расовий склад населення:
| - 89,2 % — білих - 5,9 % — азіатів - 2,2 % — чорних або афроамериканців - 0,1 % — корінних американців - 1,3 % — осіб інших рас |

До двох чи більше рас належало 1,3 %. Частка іспаномовних становила 7,1 % від усіх жителів.
За віковим діапазоном населення розподілялося таким чином: 23,8 % — особи молодші 18 років, 59,7 % — особи у віці 18—64 років, 16,5 % — особи у віці 65 років та старші. Медіана віку мешканця становила 42,5 року. На 100 осіб жіночої статі у переписній місцевості припадало 96,4 чоловіків;  на 100 жінок у віці від 18 років та старших — 93,9 чоловіків також старших 18 років.
Середній дохід на одне домашнє господарство  становив 117 512 долари США (медіана — 105 305), а середній дохід на одну сім'ю — 129 028 доларів (медіана — 120 044). Медіана доходів становила 85 438 доларів для чоловіків та 57 432 долари для жінок. За межею бідності перебувало 3,5 % осіб, у тому числі 4,9 % дітей у віці до 18 років та 1,6 % осіб у віці 65 років та старших.
Цивільне працевлаштоване населення становило 10 279 осіб. Основні галузі зайнятості: освіта, охорона здоров'я та соціальна допомога — 26,4 %, науковці, спеціалісти, менеджери — 12,8 %, роздрібна торгівля — 9,2 %, фінанси, страхування та нерухомість — 8,8 %.